# Bezimienni (serial telewizyjny)
The Forgotten (2009) – amerykański serial dramatyczny nadawany przez stację ABC od 22 września 2009 r. W Polsce nadawany przez stację TVN od 23 lutego 2010. Pomysłodawcą serialu jest Jerry Bruckheimer. 

## Opis fabuły
Grupa młodych detektywów, amatorów "The Forgotten Network" wszelkimi siłami stara się odnaleźć ślad, który doprowadzi ich do tożsamości ofiar, a w następstwie do ich zabójców. Codziennie zajmują się ciałami ofiar, które do tej pory nie zostały zidentyfikowane, wypytując, pokazując zdjęcia, sprawdzając wszystkie możliwe ślady. Młody wolontariusz Tyler Davies (Anthony Carrigan) utalentowany rzeźbiarz szybko odkrywa, że każdy z członków zespołu ma swoje własne powody pobytu w tym miejscu. Alex Donovan (Christian Slater) to były policjant, któremu dwa lata temu porwali ośmioletnią córkę, i która do tej pory nie została odnaleziona. Lindsey Drake (Heather Stephens) kobieta, która straciła męża. 

## Obsada
- Christian Slater jako Alex Donovan
- Heather Stephens jako Lindsey Drake
- Michelle Borth jako Candace Butler
- Anthony Carrigan jako Tyler Davies
- Bob Stephenson jako Walter Bailey
- Rochelle Aytes jako Grace Russell